# Mouvement du 1er mars

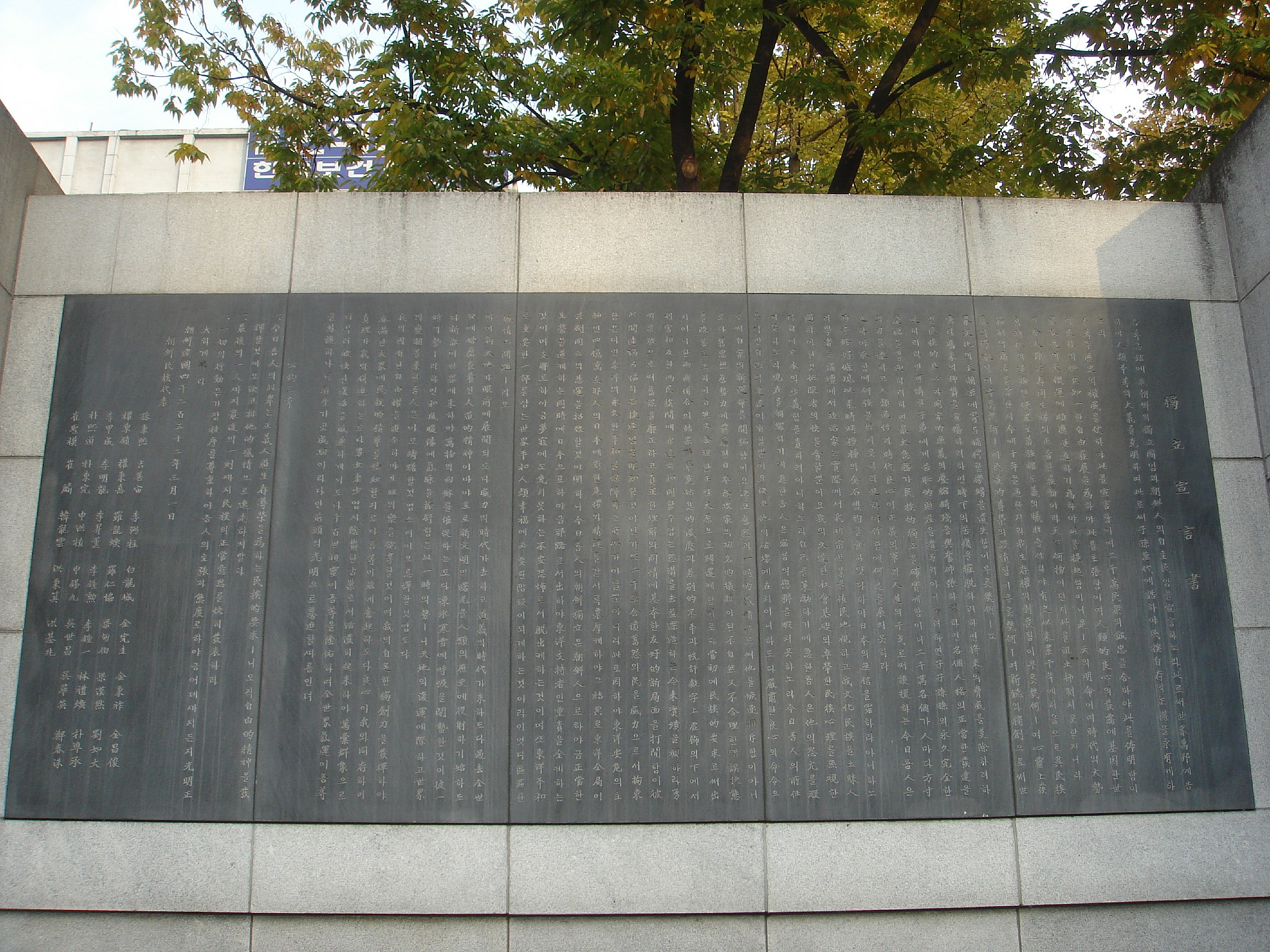
Monument au Mouvement du 1 mars 1919-.

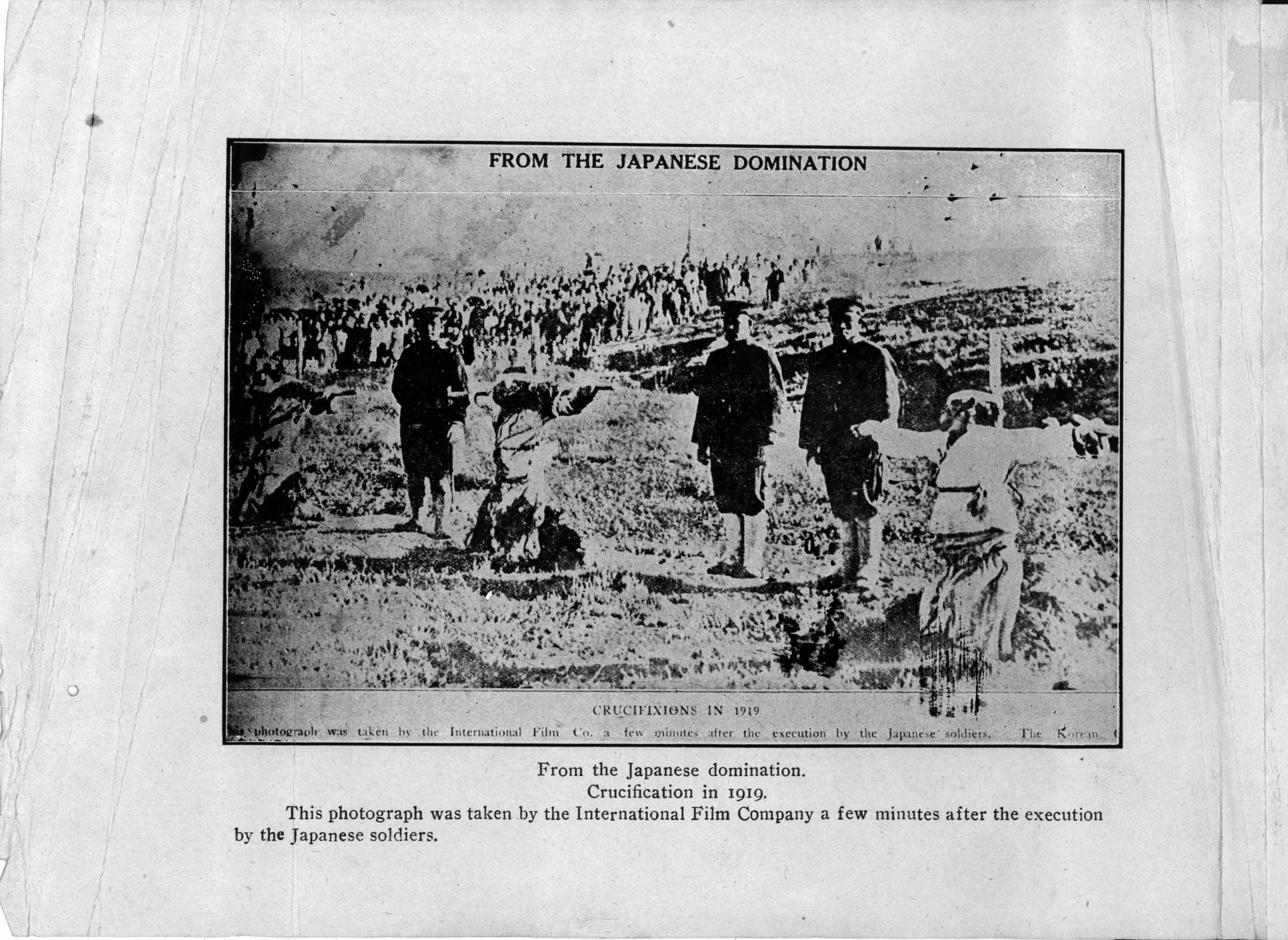
Crucifixions de manifestants coréens par les Japonais peu de temps après le mouvement.

Le mouvement du 1er mars 1919 (3·1 운동, Samil Undong) est l'une des premières manifestations populaires coréennes dirigées contre l'occupation japonaise et l'une des plus importantes du mouvement d'indépendance coréen. Le 1er mars est aujourd'hui un jour férié en Corée du Sud.
À la suite du traité d'annexion de la Corée de 1910, l'empire du Japon intègre officiellement la péninsule dans son territoire et y installe une administration militaire qui se caractérise par un pillage économique et culturel de la Corée, accompagné d'une répression accrue. Le Mouvement est préparé depuis la fin de 1918 par des religieux chondoïstes, chrétiens, bouddhistes, des intellectuels et des étudiants. L'élément déclencheur de la colère populaire est la mort de l'ancien roi Kojong soupçonné d'avoir été empoisonné par les Japonais tandis que d’autres représentants importants coréens décèdent par la suite. Le 1er mars 1919, des centaines de milliers de personnes se réunissent au parc de la Pagode (en) pour écouter la lecture d'un Manifeste de l'indépendance et défilent pacifiquement en demandant l'indépendance de la Corée.
Les manifestations finissent par gagner tout le pays et se transforment peu à peu en mouvement avec l'attaque de bureaux d'administration japonais. Six bataillons d'infanterie arrivent en renfort du Japon pour réprimer la révolte et la répression japonaise est extrêmement violente durant toute l'année 1919. Dans le village de Jeam au sud de Séoul par exemple, plus de 300 Coréens sont tués le 15 avril 1919 après avoir été réunis dans l'église à laquelle les Japonais mettent le feu et tirent sur les personnes essayant de sortir par les fenêtres.
Le mouvement oblige les Japonais à substituer, pour la forme, une administration civile à leur administration militaire de la Corée. Le comte Hasegawa Yoshimichi, gouverneur-général de Corée, est limogé et remplacé par Saitō Makoto qui tente de modérer la politique japonaise en Corée.
Le gouvernement provisoire de la république de Corée est formé en exil à Shanghai un mois après la manifestation.

## Mouvement d'indépendance
Deux jours avant l'enterrement de Kojong, une déclaration d'indépendance a été lue dans le parc de la Pagode, à Séoul. Les écoles et les universités furent fermées. Une jeune femme de quinze ans, Yu Gwan-sun, prit la tête des manifestations. Arrêtée et torturée, elle mourut en prison en 1920, devenant un symbole de la résistance coréenne.
La répression aurait causé 7 000 morts et 40 000 arrestations.
D'autres futures personnalités coréennes, comme le cinéaste Na Un-gyu, participèrent également au mouvement du 1er mars 1919. La biographie du président nord-coréen Kim Il-sung souligne que le mouvement du 1er mars 1919 l'a pour la première fois sensibilisé à la cause de l'indépendance de la Corée.
Le cinéma de résistance est apparu après le mouvement du 1er mars.

## Commémoration
Chaque 1er mars, la commémoration du mouvement se fait lors du Samiljeol (hangeul : 삼일절 hanja : 三一節).